# Antiphrisson fuligineus
Antiphrisson fuligineus là một loài ruồi trong họ Asilidae. Antiphrisson fuligineus được Loew miêu tả năm 1871. Loài này phân bố ở vùng Cổ Bắc giới.